# Gonomyia ctenophora
Gonomyia ctenophora är en tvåvingeart som beskrevs av Alexander 1921. Gonomyia ctenophora ingår i släktet Gonomyia och familjen småharkrankar. Inga underarter finns listade i Catalogue of Life.